# Kashrut
Kashrut (còn gọi là kashruth hoặc kashrus, כַּשְׁרוּת) là một bộ luật tôn giáo quy định việc ăn uống của người Do Thái. Thực phẩm mà có thể sử dụng được theo halakha (luật Do Thái) được gọi là kosher /ˈkoʊʃər/ trong tiếng Anh, xuất phát từ phát âm theo tiếng Ashkenazi của một từ tiếng Hebrew kashér (כָּשֵׁר), nghĩa là "phù hợp", hợp quy (trong ngữ cảnh này, phù hợp để sử dụng).
Trong nhiều luật cấu thành nên kashrut là cấm dùng một số động vật (chẳng hạn như thịt heo, động vật có vỏ (cả động vật thân mềm và động vật giáp xác) và hầu hết côn trùng, với ngoại lệ là bốn loài châu chấu gọi chung là châu chấu Kashor, hỗn hợp thịt trộn với sữa, và giới luật quy định việc giết mổ chim muông phải tuân thủ theo một quy trình được gọi là shechita. Cũng có những luật về sản phẩm nông nghiệp mà có thể ảnh hưởng đến sự phù hợp của thực phẩm để tiêu thụ.
Phần lớn các luật cơ bản của kashrut có nguồn gốc từ Sách Lêvi và Sách Đệ Nhị Luật trong Torah. Tuy nhiên những chi tiết và ứng dụng thực tiễn của chúng được quy định dưới hình thức luật truyền khẩu (cuối cùng được viết trong Mishnah và Talmud) và được ghi lại chi tiết trong những tài liệu giáo huấn sau này. Mặc dù bộ kinh Torah không nêu ra lý do của hầu hết các luật kashrut, vài ý kiến cho rằng chúng chỉ là những thử thách đơn giản đối với sự tuân phục của con người, trong khi một số khác đưa ra những lý do thuộc về triết học, thực hành và vệ sinh.
Trong thế kỷ qua, đã có sự phát triển của nhiều tổ chức tuyên giáo cấp chứng nhận cho các sản phẩm, các nhà máy sản xuất, và nhà hàng đạt chuẩn kosher, thường sử dụng một biểu tượng (gọi là một hechsher) để biểu thị sự đề bạt của họ. Hiện nay có khoảng một phần sáu người Mỹ gốc Do Thái hoặc 0.3% dân số Hoa Kỳ giữ đầy đủ kosher, và nhiều người kiêng cử những thực phẩm không-kosher, đặc biệt là thịt heo.

## Những thực phẩm bị cấm

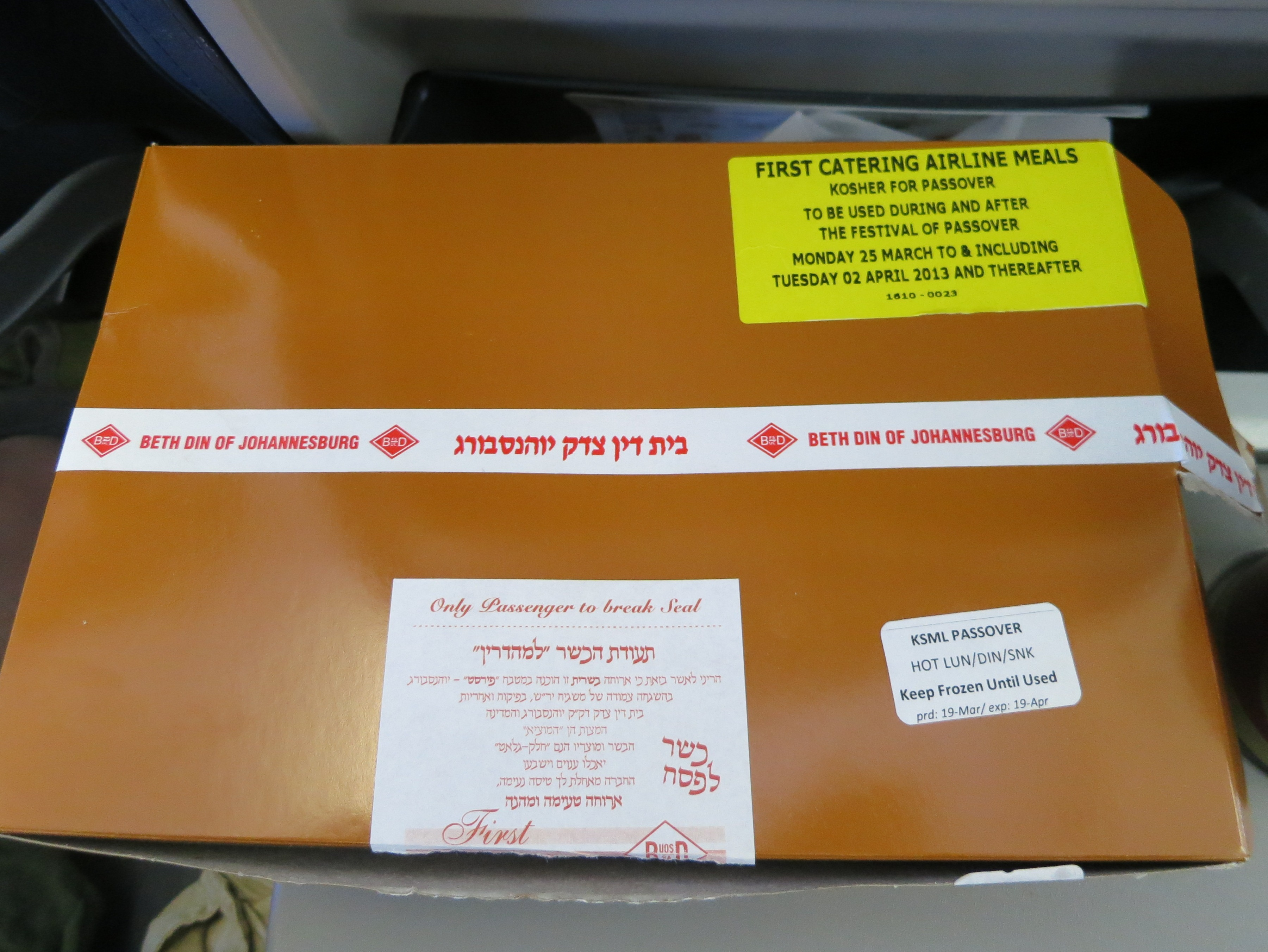
Bữa ăn Kosher đã được Beth din ở Johannesburg chứng nhận

Các luật của kashrut có thể được phân loại dựa trên nguồn gốc của sự cấm đoán (từ kinh sách hay từ lời huấn thị) và sự cấm này áp dụng cho 1 loại thực phẩm hay hỗn hợp nhiều loại.
Những thực phẩm bị cấm có nguồn gốc từ kinh sách bao gồm:
- Chim muông không thuộc Kosher (dựa trên Sách Lêvi 11:3-8 và Phục Truyền Luật Lệ 14:3-21: động vật có vú yêu cầu phải có những đặc điểm xác định (có móng chẻ và nhai lại), trong khi các loài chim đa số là ăn được chỉ trừ một vài loài. Cá được yêu cầu phải có vảy và vây (ví dụ như trừ cá da trơn). Tất cả các động vật không xương sống đều không phải là thực phẩm kosher trừ một số loài châu chấu, mà hầu hết các cộng đồng đều thiếu một truyền thống rõ ràng. Không có loài bò sát hay lưỡng cư nào là kosher.
- Nevelah: thịt của những động vật Kosher mà không được giết mổ tuân theo những luật shechita. Việc cấm này bao gồm cả những động vật bị giết mổ bởi những người không phải là người Do Thái.[4]
- Terefah (bị thương): một con vật bị khiếm khuyết đáng kể hoặc bị thương, chẳng hạn như bị gãy xương hoặc bị các chứng dính phổi đặc trưng.